# Curraià blanc
El curraià blanc, Cephalanthera longifolia, és una espècie d'orquídia terrestre pertanyent a la família Orchidaceae.
Es troba en gran part de l'oest i el sud d'Europa. És comú en algunes parts de la seva àrea de distribució, tals com el sud de França i la península Ibèrica, però en perill d'extinció en particular a les zones del nord, com Bèlgica i en recessió al Regne Unit on el 2007 va ser classificada com una espècie prioritària en el marc del Regne Unit Pla d'Acció sobre Biodiversitat.

## Descripció
Té les fulles llargues, estretes i afilades d'on deriva el seu nom comú. La planta assoleix una altura d'uns 25 a 60 cm en condicions normals. La inflorescència consta de 8 a 20 flors acampanades d'aproximadament 1 cm de mida, sovint no totalment obertes. Es poden trobar en flor d'abril a agost, depenent de la ubicació i l'altitud.

## Hàbitat i distribució
En general creix en llocs humits dels boscos. La seva distribució és extensa, Europa i certes zones asiàtiques, tot i que el centre i sud d'Europa és on és més comú. Creix a Catalunya, País Valencià i també a Mallorca.

## Sinònims
- Cephalanthera acuminata Wall. ex Lindl. (1840)
- Cephalanthera angustifolia Simonk. (1887)
- Cephalanthera ensifolia Rich. (1817)
- Cephalanthera grandiflora Gray (1821)
- Cephalanthera lonchophylla Rchb.f. (1851)
- Cephalanthera longifolia f. angustifolia Maire & Weiller (1959)
- Cephalanthera longifolia f. latifolia (Maire) Maire & Weiller (1959)
- Cephalanthera longifolia var. pilosa Harz (1896)
- Cephalanthera maravignae Tineo in G.Gussone (1844)
- Cephalanthera pallens Rich. (1817)
- Cephalanthera thomsonii Rchb.f. (1876)
- Cephalanthera xiphophyllum Rchb.f. (1851)
- Cephalanthera xiphophyllum var. latifolia Maire (1914)
- Epipactis ensifolia F.W.Schmidt (1795)
- Epipactis grandiflora (L.) Sm. (1795)
- Epipactis grandifolia All. (1785)
- Epipactis pallens Sw. (1805)
- Epipactis pallida Sw. (1800)
- Epipactis xiphophylla (Ehrh. ex L.f.) Sw. (1805)
- Limodorum acuminatum (Wall. ex Lindl.) Kuntze (1891)
- Limodorum grandiflorum (L.) Kuntze (1891)
- Limodorum longifolium (L.) Kuntze (1891)
- Serapias ensifolia Murray (1784)
- Serapias grandiflora L. (1767)
- Serapias helleborine var. longifolia L. (1753) (Basionymum)
- Serapias lonchophyllum L.f. (1782)
- Serapias longifolia (L.) Scop. (1772)
- Serapias nivea Vill. (1787)
- Serapias pallida Wahlenb. (1814)
- Serapias xiphophyllum Ehrh. (1782)